# Mont Miné
Mont Miné är en bergstopp i Schweiz.   Den ligger i distriktet Hérens och kantonen Valais, i den södra delen av landet, 100 km söder om huvudstaden Bern. Toppen på Mont Miné är 2 914 meter över havet.
Terrängen runt Mont Miné är mycket bergig. Runt Mont Miné är det glesbefolkat, med 20 invånare per kvadratkilometer.. Närmaste större samhälle är Zermatt, 14,7 km öster om Mont Miné. 
Trakten runt Mont Miné består i huvudsak av gräsmarker.